# محمد باتدال
محمد باتدال (بالتركية: Mehmet Batdal)‏ (24 فبراير 1986 بإزمير في تركيا - ) هو لاعب كرة قدم تركي في مركز الهجوم. شارك مع منتخب تركيا تحت 21 سنة لكرة القدم ومنتخب تركيا ب لكرة القدم ‏. أما مع النوادي، فقد لعب مع آلتاي إزمير وبوجاسبور وغلطة سراي وقونيا سبور ونادي إسطنبول باشاكشهر ونادي كارديمير كارابوك سبور.

## وصلات خارجية
- محمد باتدال على موقع الاتحاد الأوربي (الإنجليزية)
- محمد باتدال على موقع اتحاد تركيا (لاعب) (الإنجليزية)
- محمد باتدال على موقع قاعدة بيانات كرة القدم.إي يو (الإنجليزية)
- محمد باتدال على موقع Soccerway.com (الإنجليزية)
- محمد باتدال على موقع عالم كرة القدم.نت (الإنجليزية)